# Paul-Ludwig Landsberg
Paul-Ludwig Landsberg (Bonn, 3 dicembre 1901 – Campo di concentramento di Sachsenhausen, 2 aprile 1944) è stato un filosofo tedesco di origine ebraica.

## Biografia
Paul-Ludwig Landsberg nacque a Bonn, secondogenito di Ernst Landsberg, professore di Diritto romano e Diritto penale all'Università di Bonn, e Anna Silverberg.
Fu un esponente di spicco del personalismo europeo. Durante l'adolescenza frequentò Max Scheler, di cui divenne poi allievo, e Romano Guardini, avvicinandosi nel frattempo al cattolicesimo; nel 1928 ottiene la cattedra di filosofia all'Università di Bonn.
Lasciò la Germania nel 1933 con l'avvento del nazismo, riparando in Spagna a Barcellona e poi in Francia a Parigi con la salita al potere di Francisco Franco. Qui collaborò con la rivista Esprit di Emmanuel Mounier.
In seguito all'occupazione nazista della Francia rifiutò l'offerta di Jacques Maritain di fuggire negli Stati Uniti, e fu poi catturato dalle forze della Gestapo a Pau. Morì il 2 aprile 1944 nel campo di concentramento nazista di Sachsenhausen. Gli sopravvisse la moglie, Magdalena Hoffman, sposata in Svizzera.

## Opere
- Die Welt des Mittelalters und wir (Il mondo del Medioevo e noi), 1922.
- "Einführung" in die philosophische Anthropologie, 1934.
- Introduction à una critique du mythe, 1938.
- Scritti filosofici